# Musaranya dels Usambara
La musaranya dels Usambara (Crocidura usambarae) és una espècie de mamífer eulipotifle de la família de les musaranyes (Soricidae) endèmica de la regió de Tanga, a Tanzània.